# Ganpat Rao Gaikwar
Shrimant Maharaja Ganpat Rao Gaikwar [Rao Sahib], Sena Khas Khel Shamsher Bahadur, fou maharaja de Baroda. Era fill de Shrimant Maharaja Sayaji Rao II Gaikwar, Sena Khas Khel Shamsher Bahadur al que va succeir a la seva mort el 28 de desembre de 1847.
Va néixer a Baroda (ciutat) el 1816. El 28 de desembre de 1847 fou declarat hereu presumpte amb títol de Yuvaraj i proclamat formalment maharaja a la dewankhana de Baroda del 17 de gener de 1848
Va introduir reformes sota influència del resident; va construir carreteres, ponts, i altres construccions, va plantar arbres, va prohibir l'infanticidi i la venda de nens, va fixar les reclamacions pels robatoris i en general va seguir una línia de progrés. El 1854 la supervisió política fou transferida de Bombai al govern general de l'Índia fins que li fou retornat el 1860. Ganpat Rao va cedir diversos territoris necessaris per a la construcció del ferrocarril de Bombai-Baroda-Índia Central el 1856, i va morir aquell mateix any (19 de novembre de 1856) sense deixar successió legitima (dels seus quatre matrimonis va deixar tres fills i nou filles, però cap legítim); el va succeir el seu germà Khande Rao Gaikwar.